# Веселинівська селищна територіальна громада
Веселинівська селищна територіальна громада — територіальна громада в Україні, у Вознесенському районі Миколаївської області. Адміністративний центр — селище Веселинове.
Площа громади — 432 км², населення — 11 911 мешканців (2018).
Утворена 8 вересня 2016 року шляхом об'єднання Веселинівської, Токарівської селищних рад та Зеленівської, Луб'янської, Порічанської сільських рад Веселинівського району.

## Населені пункти
До складу громади входять 1 селища (Веселинове) і 43 села: 
- Бондарівка
- Бузоварове
- Варюшине
- Виноградівка
- Воронівка
- Градівка
- Григорівка
- Звенигородка
- Зелене
- Зоря
- Іванівка
- Калинівка
- Києво-Олександрівське
- Колосівка
- Кременівка
- Кутузівка
- Луб'янка
- Миколаївка
- Михайлівка
- Новий Городок
- Новий Степ
- Нововоскресенка
- Новогригорівка
- Новомиколаївка
- Новопавлівка
- Новосвітлівка
- Новосілка
- Первенець
- Петрівка
- Поділля
- Подолянка
- Покровка
- Поріччя
- Райдолина
- Ставки
- Староолексіївка
- Степанівка
- Суха Балка
- Токарівка
- Улянове
- Урсолівка
- Федорівка
- Штукар